# Streuschaden
Als Streuschaden, auch Streuschäden bzw. Masseschäden werden in Deutschland Schäden bezeichnet, die bei einer großen Personenzahl auftreten, gleiche oder vergleichbare Ursachen haben und deren Höhe so gering ist, dass der einzelne Betroffene seinen juristischen Anspruch nicht weiter verfolgt, da die Durchsetzung seiner Ansprüche vor Gericht höhere Kosten verursacht als der eigentliche Schaden.

## Beispiele aus dem Bereich Wirtschaft
Beispiele für Streuschäden sind: illegale Preisabsprachen, zu hohe Kreditkartengebühren, bewusst fehlerhafte Stromzähler, unberechtigt erhobene Lastschriftgebühren, falsche Wertstellungstermine bei Gutschriftbuchungen, zu geringe Rückkaufwerte bei Lebensversicherungen etc. Gemeinsam ist ihnen, dass eine Vielzahl von Verbrauchern von einer oder mehreren natürlichen und juristischen Personen finanziell geschädigt wurden.

## Streuschaden im Versicherungswesen
Aus Sicht der Sachversicherung ist ein Streuschaden ein Schadensfall, der sich aus mehreren Versicherungsfällen zusammensetzt, bzw. dem konkreten Schadensfall nicht zugerechnet werden kann, da er dessen Folgeschaden ist. 
Beispiel hierfür: Sperrung einer Bahnstrecke aufgrund Stellwerkausfall: Streuschaden: Leitungswasserschaden + Kosten, für den Einsatz von Schienenersatzverkehren, oder die Erstattung von Auslagen für Ersatzbeschaffung von Transportmöglichkeit am ersten Schadenstag (Taxen).